# Jem and the Holograms
A Jem and the Holograms 2015-ös amerikai zenés filmdráma, melynek producere és rendezője Jon M. Chu, forgatókönyvírója Ryan Landels, főszereplői Aubrey Peeples (a címszereplő szerepében), Stefanie Scott, Hayley Kiyoko, Aurora Perrineau, Ryan Guzman, Molly Ringwald és Juliette Lewis.
A film 2015. október 23-án került a mozikba a Universal Pictures forgalmazásában. A film erősen alulteljesítette az elvárásokat; 5 millió dolláros költségvetésből mindössze 2 millió dollárt hozott világszerte. Negatív véleményeket kapott a kritikusoktól, és az eredeti animációs sorozat rajongói is negatívan vélekedtek róla.

## Cselekmény
Ahogy egy kisvárosi lány az alternatív videószenzációból globális szupersztárrá válik, ő és három nővére elindulnak azon az úton, amelyen felfedezik, hogy vannak olyan tehetségek, amelyek túl különlegesek ahhoz, hogy titokban maradjanak.

## Szereplők
- Aubrey Peeples - Jerrica "Jem" Benton
  - Isabella Rice - Jerrica fiatalon
- Stefanie Scott - Kimber Benton
- Hayley Kiyoko - Aja
- Aurora Perrineau - Shana
- Wynter Perrineau - Shana fiatalon
- Juliette Lewis - Erica Raymond
- Ryan Guzman - Rio Raymond
- Molly Ringwald - Bailey néni
- Nathan Moore - Zipper
- Barnaby Carpenter - Emmet Benton
- Ryan Hansen - Stephen, az őr
- Nicholas Braun - Brad, az inas
- Quddus - VJ
- Kesha - Pizzazz (cameo)
- Hana Mae Lee - Roxy (cameo)
- Katie Findlay - Stormer (cameo)
- Eiza González - Jetta (cameo)
- Jimmy Fallon - önmaga (archív felvételen)
- Dwayne Johnson - önmaga (archív felvételen)
- Alicia Keys - önmaga (archív felvételen)
- Chris Pratt - önmaga (archív felvételen)

## Filmzene
A film filmzenéje, amely eredeti szerzeményeket, valamint Hailee Steinfeld és Dawin dalait tartalmazza, 2015. október 23-án jelent meg Észak-Amerikában a Silent Records és a Republic Records kiadásában.
| 1.  | Youngblood (featuring Aubrey Peeples and Stefanie Scott) | Hilary Duff & Jem and the Holograms | 3:04 |
| 2.  | Hit Me Up (featuring Stefanie Scott)                     | Jem and the Holograms               | 3:36 |
| 3.  | Alone Together (featuring Aubrey Peeples)                | Jem and the Holograms               | 2:08 |
| 4.  | Cold Blooded                                             | Ida Maria                           | 3:35 |
| 5.  | Mi Mi Mi                                                 | Szerebro                            | 3:12 |
| 6.  | We Got Heart (featuring Aubrey Peeples and Ryan Guzman)  | Jem and the Holograms               | 2:57 |
| 7.  | Youngblood (featuring Aubrey Peeples and Stefanie Scott) | Jem and the Holograms               | 2:58 |
| 8.  | Love Myself                                              | Hailee Steinfeld                    | 3:38 |
| 9.  | Movie Star                                               | Hayley Kiyoko                       | 3:18 |
| 10. | The Way I Was (featuring Aubrey Peeples)                 | Jem and the Holograms               | 3:43 |
| 11. | Life of the Party                                        | Dawin                               | 3:26 |
| 12. | I'm Still Here                                           | Jem and the Holograms               | 3:44 |
| 13. | Got It                                                   | Marian Hill                         | 3:12 |

## Médiakiadás
A film 2016. január 19-én jelent meg DVD-n és Blu-ray/DVD összeállításban. A különlegességek között szerepel tizenkét törölt jelenet, Chu rendező audiokommentárja, egy gagfilm, a "Youngblood" című dalhoz készült klip, valamint a Glam, Glitter, Fashion és a Fame: The Reinvention of Jem című rövidfilmek.